# 死者代言人
《死者代言人》（英語：Speaker for the Dead，又譯《安德的代言》、《亡靈代言人》）是奥森·斯科特·卡德1986年的科幻小说《安德的游戏》的续作。本书的故事开始于《安德的游戏》之后约三千年，但是不断进行近光速旅行的主角安德·维京（在旅行中使用其本名安德鲁）本人因为相对论的时空关系，生理年龄仅仅三十多岁。
尽管前一部小说属于硬科幻，充满了军队和太空战，死者代言人更加偏重于哲学，虽然它仍然提出了一个新的名字“异生物学”，在当时独一无二的概念。小说描述了安德在一个人类前哨卢西塔尼亚星的生活。这个行星被人类认为是在安德对虫族进行的种族灭绝攻击之后唯一已知的具有外星生命的行星。小说论述了信仰天主教，使用葡萄牙语的殖民地人和猪族之间的紧张关系，並描述安德如何尝试给一个杰出但是陷入困境的和猪族之间有世交的家庭带來和平。
本书和前作一样，获得了1987年的雨果奖和1986年的星云奖。奥森·斯科特·卡德因此成为唯一连续两年包揽这两个奖项的作家。1991年此书在经过少量修改后再版。
本书的续作是《外星屠异》和《意念之子》。

## 概要
书名指出了安德在小说中的职业。作为行走四方的人文主义运动（虽然不是宗教）代表，死者代言人被以牧师或者神父的规格接待。他们研究死者的生平，并且发布演说来试图从死者的角度叙述死者的一生。死者代言人看起来是从安德为虫族女王和他的哥哥彼得·维京代言的书而开始普及成为一种运动的。这本书缓慢的将人类对虫族的憎恨转化为对屠异，一个外星种族的完全灭绝的悲伤。任何公民都有权召唤一名死者的代言人来代言家庭成员的一生。
本书引入了一个新的重要角色简，一个生活在人类用于超光速通讯的安塞波中，具有自我意识的人工智能程序。她成为安德的朋友，通过安德戴在耳朵之内的一个耳饰和安德说话。
在安德作为一个死者的代言人被召唤到卢西塔尼亚星。这个行星的人类殖民地在本地生物被发现之后被转换成为一个形式上的监狱，其扩张被严格限制，其存在意义成为支持异生物学家的研究。居住在森林中并且崇拜他们周围的树的坡奇尼奥族，也称猪族，具有很高的智能，容易掌握其他语言，但是对他们的研究以及与他们的文化交流被严格限制以避免干扰他们的自然发展。一个文化特征被迅速发现：一个男性猪族被活体解剖并且“种”在地中，之后一棵树从这里长了出来。卢西塔尼亚星本身缺乏生命的多样性，只有几十种生命。另一个卢西塔尼亚星的特产是德斯科拉达病毒，它存在于本地生命之中，但是几乎毁灭了整个人类殖民地，直到一对异生物学家夫妇古斯塔和赛德研究出疫苗为止。不幸的是，这对夫妇没有幸存，留下了一个孤儿娜温妮阿自己奋斗。
在13岁的时候，娜温妮阿成为了一个冷漠的女孩，成功地继承了她父母的殖民地官方异生物学家的位置。从此她和她的养父，异生物学家皮波一起工作。在一段很短的时间内，她和皮波父子建立了家庭般的关系，但是一天她做出了一个发现——德斯科拉达病毒存在于所有的本地生命之中——而皮波马上就跑出去通知他的猪族朋友，但是没有告诉娜温妮阿和他的儿子利波这个发现的重要性。几个小时之后，皮波的尸体被发现。他被活体解剖了，而猪族甚至没有为他种下一棵树。对这个发现后悔不已的娜温妮阿封存了他们的工作，但是受规则限制不能够抹消这些信息。利波要求查阅这些信息，但是即使是他们之间的爱情也不能让娜温妮阿改变主意——她认为这是猪族想不惜一切代价保持的秘密。娜温妮阿甚至因此取消了他们结婚的计划，因为结婚之后丈夫和妻子具有同样的权限，而她认为利波接触到她手上这些资料之后会做出和他父亲一样的发现。在痛苦之中，娜温妮阿召唤了一个死者的代言人，期望死者的代言人会发现皮波的死因，可能还有他的生活的意义。
安德鲁·维京不再敢让别人知道他就是臭名昭著的屠异者安德：这个名字已经被诅咒了。接收到召唤之后，在一个附近的星球上，死者的代言人安德·维京离开了他的怀孕中的姐姐瓦伦蒂·维京。在二十二年的近光速旅行之后，他到达了卢西塔尼亚星，发现娜温妮阿早就取消了她的召唤。但是，另外两个人也召唤了死者的代言人，巧合的是他们是娜温妮阿的长子米洛，请人代言以和父亲皮波一样的方式死亡的异生物学家利波，以及娜温妮阿的长女埃拉，请人代言娜温妮阿的丈夫马考斯·里贝拉, 六周之前死于疾病。不但试图在分析为什么娜温妮阿在深爱利波的时候会嫁给不育的马考斯，并且出嫁之后和利波有了很多孩子，安德也试图挽救这个家庭，而且成功地让孩子们在第一次见面的时候就接受了他。他也对猪族具有强烈的兴趣，不惜违反星级议会的法律也要和他们单独见面。虫族女王也通过通心术和猪族建立起了交流，并且告诉了他们很多事情，比如安德鲁不仅是第一个死者的代言人，也是屠异者安德；这也是异生物学家恋人米洛和万达难以置信的一件事情。虫族女王也执意在卢西塔尼亚苏醒并且复兴虫族。最终，为了帮助安德，简告知星级议会，米洛和继承了先父利波的遗志的万达违反了法令，给与了猪族新的技术，改变了他们的生活。两个异生物学家都被下令逮捕并且送往二十二光年之外的附近的殖民地等候审判。殖民地的宗教豁免被取消了，所有人类被命令撤离，不留下任何人类活动的痕迹。
但是在最后，秘密被泄漏了。安德不仅为皮波、利波和马考斯，娜温妮阿周围的死者，举行了一个公开的代言仪式，而且也为娜温妮阿代言：她如何为皮波的死自责，生活在苦楚和欺骗之中——和马考斯结婚以避免在天主教殖民地保持单身的污名，但是秘密和利波幽会以避免他走上和他父亲一样的道路。皮波和利波的死因也被揭露了，猪族实际上不是崇拜他们周围的树，而是崇拜他们进入生命中第三种形态的祖先。从正常死亡的猪族转变成的树成为兄弟树，但是通过举行仪式解剖的猪族通过德斯科拉达病毒的辅助会成为父亲树，具有自我意识和生命，以及进行生育的能力。最终，死者的代言人安德作为人类代表和猪族、虫族签署了和平协议，但是不是没有付出了代价的：得知恋人万达实际上是同父异母姐妹的米洛在疯狂中尝试穿过分隔人类和猪族的电子围栏，因此受到了严重的神经损坏。在没有其他办法挽救米洛的情况下，殖民地宣布反叛星级议会，简中断了议会和围栏之间的安塞波通讯。米洛被救出来了，安德进入森林去进行前述的谈判。他在合约上签名“安德·维京”，因为在生命中第一次有人同情而不是憎恶这个屠异者。
瓦伦蒂·维京在殖民地宣布反叛之后前往卢西塔尼亚星来帮助安德。在简的帮助下，身体严重毁坏的米洛被送往太空迎接他们。虫族女王被释放了，开始延续她的种族。安德和娜温妮阿结婚了，在续作外星屠异开始之前，度过了三十年的幸福生活。